# Nauru címere
Nauru címere egy három részre osztott pajzs. Felső része aranyszínű, mintás és a foszfor kémiai jelét ábrázolja fehér színnel, utalva az elem nagy gazdasági jelentőségére az ország életében. Alsó része függőlegesen osztott: bal oldala fehér, egy vörös ágon álló sirállyal, mögötte kék és fehér hullámokkal, míg a jobb oldalon kék mezőn fehér virágok láthatók. A pajzsot pálmaágak veszik körül, felette egy tizenkét ágú fehér csillag található, legfelül pedig fehér szalagon az ország helyi neve látható. Alul, szintén fehér szalagon az ország angol nyelvű mottója olvasható: „God’s will first” (Isten akarata az első).